# Сугио, Кэнити
Кэнити Сугио  (родился 25 января 1963 года в г. Сакаи-Си, префектура Осака) — японский конькобежец, специализирующийся  в шорт-треке. Чемпион мира 1985 года.

## Биография
Кэнити Сугио начал свою карьеру на международном уровне в начале 80-х годов. На своём первом чемпионате мира в Милане в возрасте 17 лет, он стал третьим на дистанции 1000 метров, проиграв только канадцам, чемпиону Гаэтану Буше и серебряному призёру  Луи Барилю, следом получил бронзовую медаль в эстафете.  В общем зачёте Кэнити занял 6-е место.
В следующем году он выиграл свою третью бронзовую медаль на дистанции 1500 метров в Медоне, и четвёртую бронзу выиграл с партнёрами в эстафете, а в многоборье вновь стал шестым, как в прошлом году. 
Медаль золотого достоинства Сугио взял на мировом чемпионате в Амстердаме в эстафете. Но в общем зачёте оказался только 12-м.
В 1986 году он участвовал на зимних Азиатских играх в Саппоро, где выиграл золото на 500 м. Через год в Монреале на чемпионате мира был 17-м в многоборье и занял 5-е место в эстафете. В своём последнем сезоне 1989/90 годов Кэнити принимал участие на мировом первенстве в Солихалле и занял в общем зачёте 17 место, а в эстафете 5-е место, также на Азиатских играх в Саппоро на 1500 м стал бронзовым призёром, а в эстафете завоевал с командой серебро. После он завершил карьеру.

## Карьера тренера
Кэнити Сугио с 1992 года и до пенсии работал  в компании Сейно Транспортейшн Ко., Лтд.", занимающаяся транспортными услугами, с 1992 по 1998 года работал в должности директора конькобежного клуба компании "Юнимат". Позже с мая 2002 по апрель 2013 года работал директором конькобежного клуба компании "Санько", с апреля 1998 года и по настоящее время работает директором и тренером клуба конькобежного спорта Университета Хэнаня, а также с мая 2013 года директором конькобежного клуба в больнице Симада. 